# Gottschedstraße 22 (Leipzig)

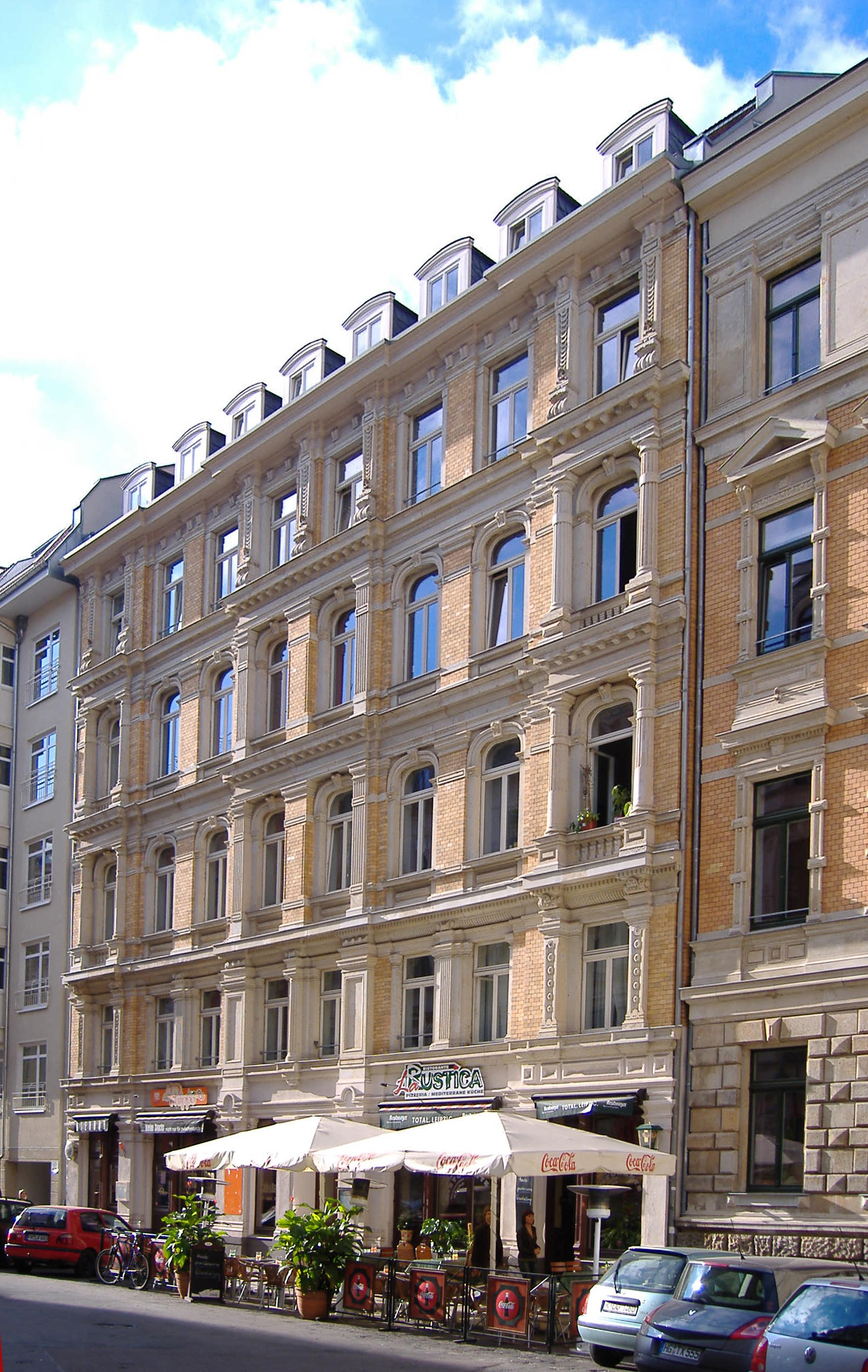
Straßenansicht 2005

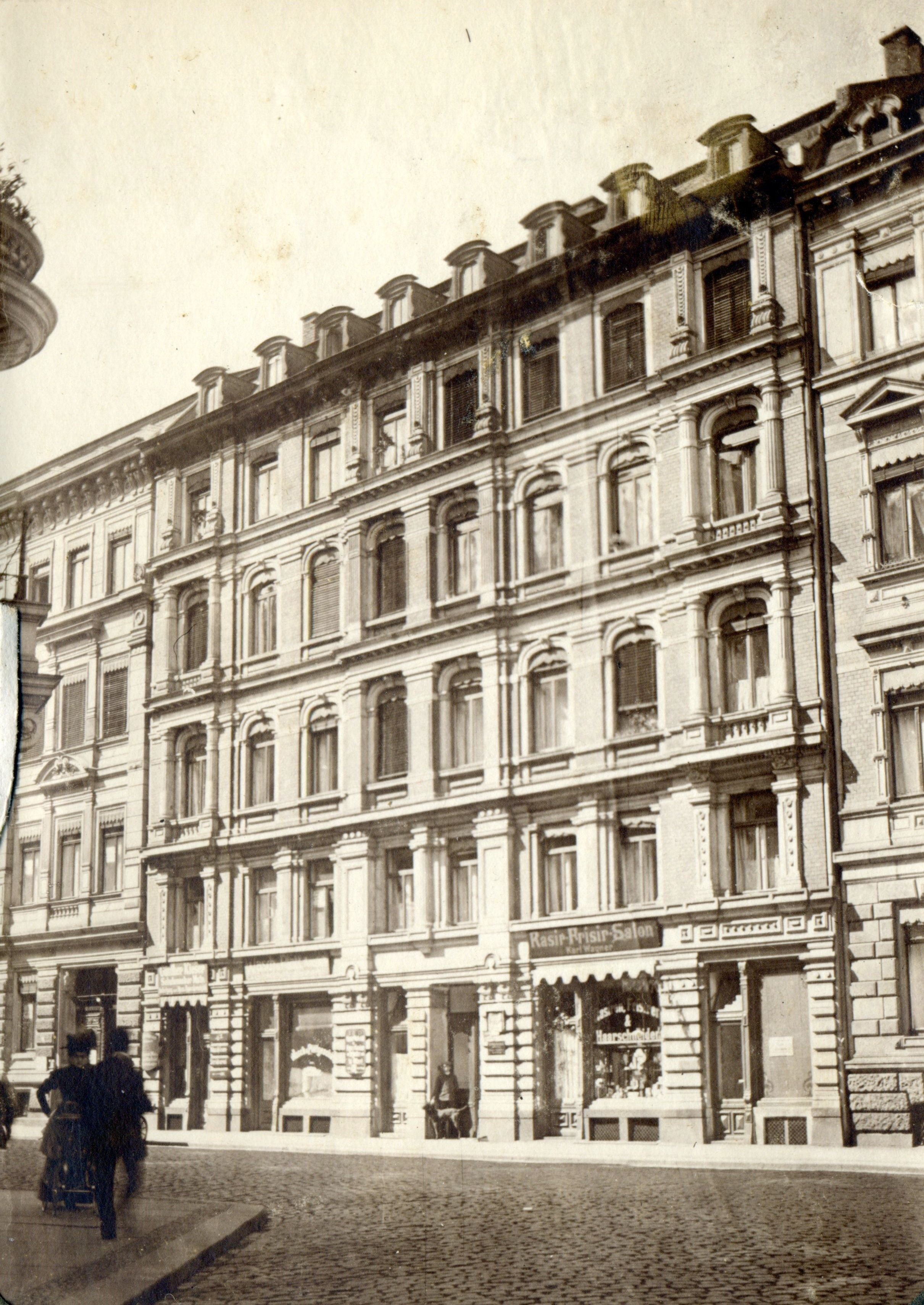
Straßenansicht um 1900

Das Haus Gottschedstraße 22 ist ein Wohn- und Geschäftshaus in der Gottschedstraße, Innere Westvorstadt in Leipzig. Es steht als Einzeldenkmal unter Denkmalschutz.

## Geschichte
Das Haus wurde nach Planung der Leipziger Architekten Pfeifer & Händel 1882 errichtet. Bauherr war Carl Eduard Sperling. 1887 erfolgte ein erster Umbau des Erdgeschosses. 1909 befand sich das Haus im Eigentum des Kaufmanns Edmund Wagner. Er ließ das Erdgeschoss nach Planungen der Architekten Polster & Höhne nochmals umbauen und 1910 im Dachgeschoss zwei weitere Wohnungen und sechs Kammern ausbauen. Während der DDR-Zeit wurde das Haus von der Stadt verwaltet und vermietet. Nach 1990 fiel es an die Nachfahren der Besitzer der Vorkriegszeit zurück, die es 1999–2001 nach Planung und unter Leitung des Architekten Elmar Nolte durchgreifend sanieren und modernisieren ließen. Im Erdgeschoss entstanden ein Restaurant und zwei Ladenlokale. Im Dach wurden zusätzlich vier Maisonettewohnungen ausgebaut.

## Architektur
Das 21 m breite, viergeschossige Haus ist ein typischer Bau des Historismus im Stil der Neorenaissance. Die reich gegliederte Fassade hat acht Fensterachsen, von denen die beiden äußeren in leicht hervortretenden Seitenrisaliten und die beiden mittleren in einem gleichermaßen hervortretenden Mittelrisalit stehen. Die Fassade ist geschossweise mit kräftigen Architekturelementen wie Geschossgesimsen, Brustgesimsen, Blendbalustraden etc. gegliedert. Seiten- und Mittelrisalite sind zudem im Erdgeschoss und 4. Obergeschoss mit Pilastern und im 2. und 3. Obergeschoss mit noch kräftigeren Gesimsen und vorgelagerten Halbsäulen ausgestattet und tragen figürlichen Schmuck. Das Erdgeschoss hat eine gequaderte Pfeilergliederung. Die Fenster sind mit reich profilierten Sandsteingewänden umrahmt und schließen im 2. und 3. Obergeschoss mit einem halbelliptischen Bogen ab. Die Wandflächen sind verklinkert. Das Dach ist als Mansarddach gestaltet und hat acht Dachgauben.
Im Inneren des Hauses gibt es ein repräsentatives Treppenhaus mit einer Eichentreppe, gedrechselten Balustern, Ecksäulen, Sockelvertäfelungen, reicher Architekturmalerei aus marmorierten Kassetten, originale farbige Verglasungen der Fenster, reichgegliederte Wohnungseingangstüren, in den Wohnungen mehrere Stuckdecken und repräsentative, zum Teil zweiflüglige Innentüren.

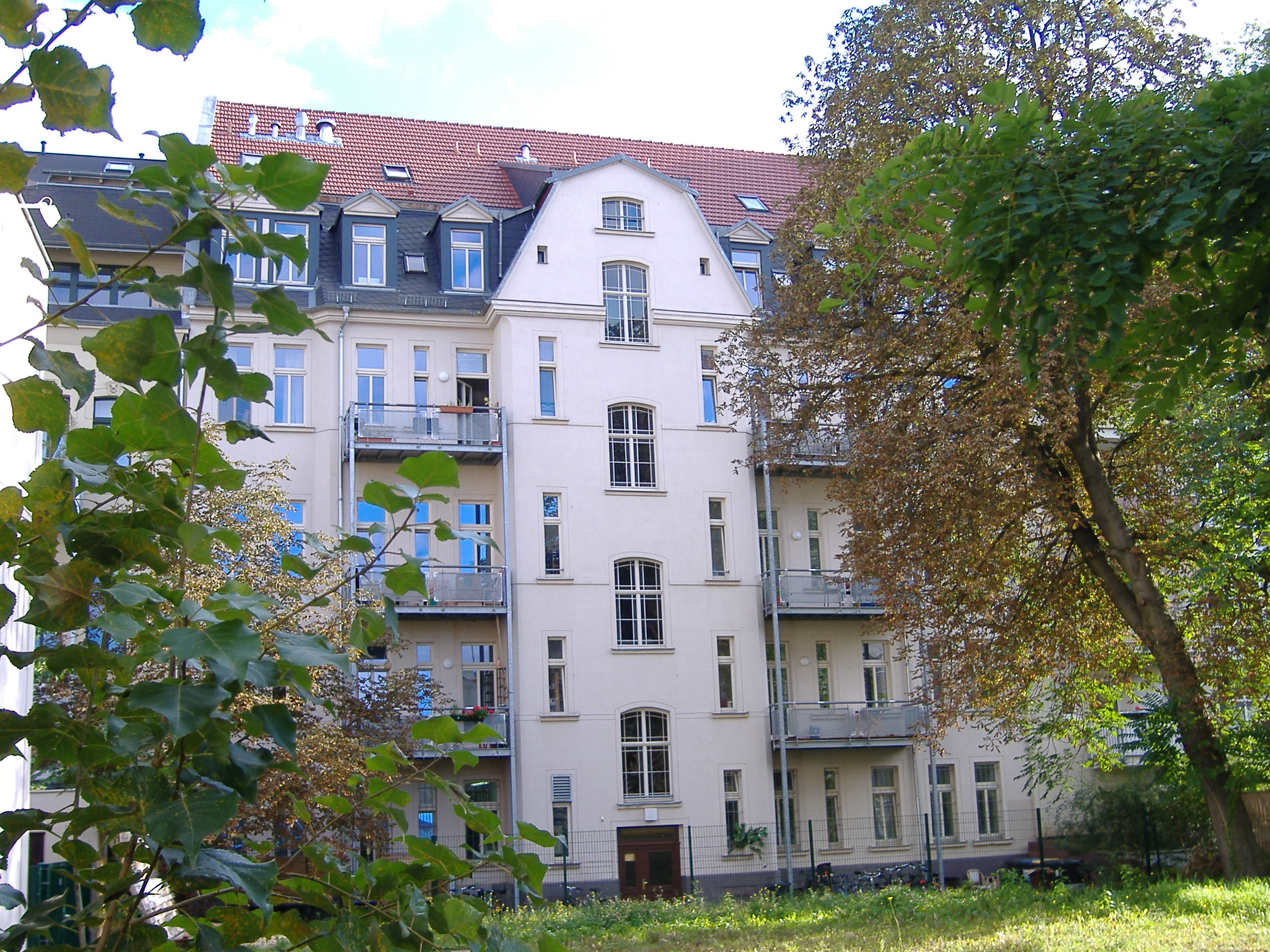
Hofansicht
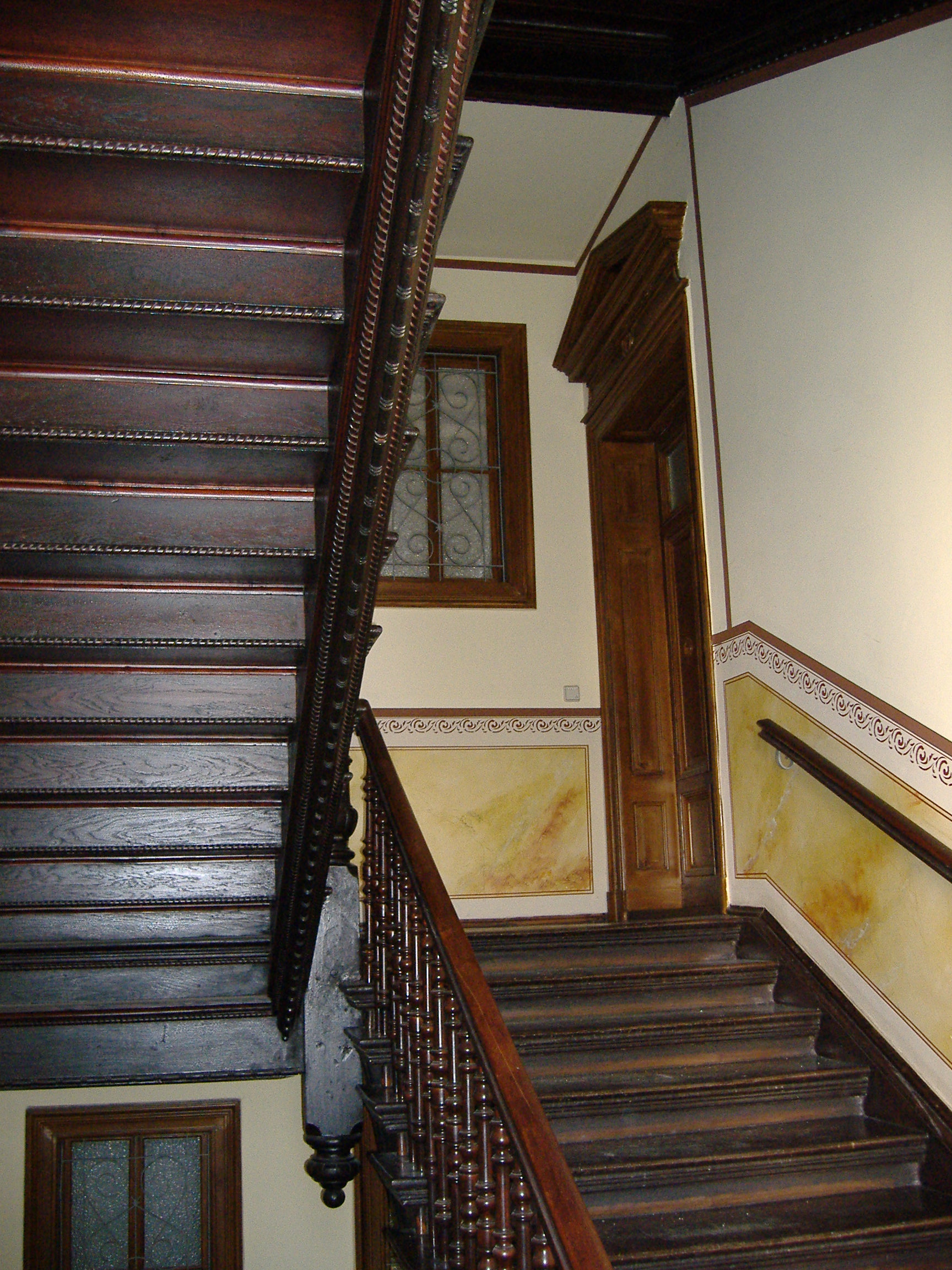
Treppenhaus